# Chirostoma melanoccus
Chirostoma melanoccus är en fiskart som beskrevs av Álvarez, 1963. Chirostoma melanoccus ingår i släktet Chirostoma och familjen Atherinopsidae. Inga underarter finns listade i Catalogue of Life.